# Fuseini Salifu
Fuseini Salifu – ghański piłkarz grający na pozycji bramkarza. W swojej karierze grał w reprezentacji Ghany.

## Kariera klubowa
W swojej karierze piłkarskiej Salifu grał w klubie Asante Kotoko SC.

## Kariera reprezentacyjna
W 1978 roku Salifu został powołany do reprezentacji Ghany na Puchar Narodów Afryki 1978. Wystąpił w nim w dwóch meczach: grupowych z Nigerią (1:1) i z Górną Woltą (3:0). Z Ghaną wywalczył mistrzostwo Afryki.